# اونیدا (آرکانزاس)
اونیدا (به انگلیسی: Oneida) یک منطقهٔ مسکونی در ایالات متحده آمریکا است که در شهرستان فیلیپس، آرکانزاس واقع شده‌است. اونیدا ۵۳٫۰۴ متر بالاتر از سطح دریا واقع شده‌است.